# The Purple Monster Strikes
The Purple Monster Strikes (titlu original: The Purple Monster Strikes) este un film SF american din 1945 regizat de Spencer Gordon Bennet și Fred C. Brannon. În rolurile principale joacă actorii Linda Stirling, Ken Terrell, Mary Moore. A fost lansat ca un film de televiziune cu titlul D-Day on Mars (1966).

## Capitole
1. The Man in the Meteor (22min 20s)
2. The Time Trap (13min 20s)
3. Flaming Avalanche (13min 20s)
4. The Lethal Pit (13min 20s)
5. Death on the Beam (13min 20s)
6. The Demon Killer (13min 20s)
7. The Evil Eye (13min 20s)
8. Descending Doom (13min 20s)
9. The Living Dead (13min 20s)
10. House of Horror (13min 20s) - a recap chapter
11. Menace from Mars (13min 20s)
12. Perilous Plunge (13min 20s)
13. Fiery Shroud (13min 20s)
14. The Fatal Trial (13min 20s)
15. Take-off to Destruction (13min 20s)

Sursa:

## Distribuție
- Dennis Moore - Craig Foster. Eroul a fost numit inițial Carry Foster.[3]
- Linda Stirling - Sheila Layton
- Roy Barcroft - The Purple Monster. Răufăcătorul se numea inițial "The Purple Shadow".[3]
- James Craven -  Dr Cyrus Layton
- Bud Geary - Hodge Garrett, Henchman
- Mary Moore - Marcia
- John Davidson - Emperor of Mars
- Joe Whitehead - Carl Stewart
- Anthony Warde - Tony